# Louis-François Jauffret
Louis-François Jauffret (La Roquebrussanne, 4 ottobre 1770 – Marsiglia, 11 dicembre 1840) è stato un educatore, poeta e avvocato francese.

## Biografia
Proveniente da una famiglia notevole della Provenza (La Roquebrussanne), Louis-Francois Jauffret studiò da un insegnante privato, con i gesuiti dell'Aix-en-Provence, dal 1783 presso l'Oratorio di Marsiglia e infine a Parigi presso il collegio di Sainte-Barbe nel 1785. Conseguì il brevetto di laurea, il 31 luglio 1788.

## Opere
- Gazette des tribunaux, 1791-1793
- Histoire impartiale du procès de Louis XVI, ci-devant roi des Français 1798

Fabie
- 1791: Les charmes de l'enfance et les plaisirs de l'amour maternel, (Paris, Eymery)
- 1795: Romances historiques
- 1802: Œuvres de Berquin
- 1803: Œuvres posthumes di Florian
- 1804: Le taureau, (Parigi, Demoraine)
- 1814: Fables nouvelles dédiées à SAR la duchesse d'Angoulême, (Parigi, Maradan)
- 1826: Lettres sur les fabulistes anciens et modernes, (Paris, Pichon-Béchet)
- 1827: Trois fables sur la girafe, (Marsiglia e Parigi, Pichon-Béchet)

Libri per i giovani
- 1796–1799: Le courrier des enfants, (Parigi, Leclère)
- 1797: Petit théâtre de famille
- 1799: Les Merveilles du corps humain, from anatomical drawings provided by Cuvier, (Parigi, Leclère)
- 1799: Dictionnaire étymologique de la langue française à l'usage de la jeunesse
- 1798: Voyage au jardin des plantes (Parigi, Guillaume)
- 1799: Voyages de Rolando et de ses compagnons de fortune autour du monde, (Parigi, Leclère)
- 1800–1801: Le courrier des adolescents, (Parigi, Leclère)
- 1803: La gymnastique de la jeunesse
- 1803: Promenades de Jauffret à la campagne faites dans le dessein de donner aux jeunes gens une idée du bonheur qui peut résulter pour l'homme de l'étude de lui-même et de la contemplation de la nature, (Parigi, Demoraine)
- La journée ou l'emploi du temps, ouvrage contenant les premiers éléments de connaissances utiles aux enfants qui commencent à lire
- 1805: Les six jours ou leçons d'un père à son fils sur l'origine du monde, d'après la Bible, contenant des notions simples sur l'histoire naturelle des minéraux, des végétaux, des animaux et de l'homme, (Parigi, Galland)
- 1806–1807: La corbeille de fleurs et le panier de fruits, ou la récolte de chaque mois offerte aux demoiselles, (Parigi, Perlet)
- Le Panier de fruits
- 1806: Éducation pratique d'Adolphe et Gustave, ou recueil des leçons donné par L. Jauffret à ses enfants, (Lione, Ballanche)
- 1806: Géographie dramatique de la jeunesse, ou nouvelle méthode amusante pour apprendre la géographie, mises en dialogues et scènes propres à être représentées dans les pensionnats et dans les familles
- 1807: Le Molière de la jeunesse ou comédies choisies de Molière, (Parigi, Nyon)
- 1816: Petite école des arts et métiers, (Parigi, Eymery)

Altro
- 1796: Projet d'établir en France une manufacture de végétaux artificiels qui doit occuper utilement dans l'enceinte de Paris environ 4000 femmes d'après les nouveaux procédés de T.J. Wenzel
- 1799: Jeux zoologiques et géographiques (Paris, Leclère)
- 1804: Éléments de zoographie, ou l'histoire des animaux considérés relativement au degré d'étendue des régions que chaque espèce occupe sur la surface du globe, (Paris, Demoraine)
- Pièces historiques sur la peste de Marseille et d'une partie de la Provence en 1720,1721 et 1722.
- L'art épistolaire, Paroles mémorables des grands hommes de l'antiquité et des temps modernes (scritto con suo fratello Gaspard-André Jauffret)